# Carlos Gustavo Arrieta Padilla
Carlos Gustavo Arrieta Padilla (Bogotá, 30 de agosto de 1950) es un jurista colombiano, quien se ha desempeñado como procurador general de la Nación. 

## Biografía
Nació en Bogotá en 1950, hijo del también jurista Carlos Gustavo Arrieta Alandete. Estudió Derecho en la Universidad de los Andes y posee una Maestría en Derecho de la Universidad de Harvard.
Tras trabajar como abogado privado, entre 1985 y 1986 fue decano de la Facultad de Derecho de la Universidad de los Andes. En 1990 fue miembro, por un breve tiempo, de la Sección Tercera del Consejo de Estado.
En 1990 fue postulado por el presidente César Gaviria Trujillo como procurador general de Colombia, resultando elegido con el apoyo de todos los partidos en el Congreso. Siendo procurador, comenzó la cooperación judicial con Estados Unidos en la lucha contra el narcotráfico. Tras acabar su período en la Procuraduría, en 1994. fue postulado por el presidente Gaviria Trujillo a la Fiscalía General de la Nación, junto a Alfonso Valdivieso Sarmiento y Juan Carlos Esguerra Portocarrero. La Corte Suprema de Justicia eligió a Valdivieso, en reemplazo de Gustavo de Greiff Restrepo.
Entre 1994 y 1996 fue embajador en Países Bajos. En 2010 fue postulado de nuevo para el cargo de Fiscal por Juan Manuel Santos, nuevamente junto a Esguerra y Viviane Morales Hoyos, y en esta oportunidad la Corte eligió a la exsenadora.
Es miembro de varias juntas directivas, entre ellas la de la Bolsa de Valores de Colombia y de Cementos Argos.